# Недригайлівський краєзнавчий музей
Недрига́йлівський краєзна́вчий музе́й — краєзнавчий музей у селищі Недригайлові Роменського району Сумської області, відносно молоде, але вже доволі цікаве зібрання матеріалів з історії та культури Недригайлівського краю.

## З історії закладу
Недригайлівський краєзнавчий музей діє у селищі від 7 липня 2006 року.
Починаючи від наступного (2007) року офіційно Недригайлівський краєзнавчий музей входить до складу Державного історико-культурного заповідника «Посулля».
Людиною, що доклала чимало зусиль до створення й функціонування закладу, а також незмінним директором музею є Абаровський Іван Кирилович, депутат Недригайлівської районної ради 5-го скликання.

## Зібрання
За доволі невеликий проміжок часу (від 2006 року) Недригайлівський краєзнавчий музей зібрав близько 5000 експонатів. Серед них, зокрема:
- керамічні фрагменти та металеві вироби бронзового періоду, знайдені під час розкопок археологічною групою під керівництвом професора-археолога Ю. Моргунова на Мазепиній горі;
- копії рукописних документів часів Хмельниччини;
- портрет відомого козацького ватажка Семена Гаркуші, написаний місцевим художником Нестором Кізенком;
- цікаві матеріали про видатних людей Недригайлівщини — про уродженця Хоружівки, полковника УНР, одного з керівників УПА на Волині Івана Литвиненка, про Героїв Радянського Союзу. Світлини, нагороди, особисті речі Героїв Радянського Союзу, Героїв Соціалістичної праці, повних кавалерів ордена Слави, видатних земляків — поетів, письменників, артистів, художників, композиторів;
- військова зброя, каски, казанки, предмети побуту, знаряддя праці тощо.

## Інформація про музей
Краєзнавчий музей в Недригайлові знаходиться за адресою вул.Шевченка, 13. Працює щодня з 8 до 17 години крім суботи та неділі. На замовлення і в вихідні. В музеї можна придбати сувенірну продукцію, книги по краєзнавству, історичні довідки  про Недригайлівщину тощо.

## Виноски
1. ↑  Депутати Недригайлівської районної ради п'ятого скликання на nedrada.gov.ua[недоступне посилання]